# San Felipe, Guanajuato
San Felipe là một đô thị thuộc bang Guanajuato, México. Năm 2005, dân số của đô thị này là 95896 người.